# Célio Fernando Baptista Haddad
Pour les articles homonymes, voir Fernando, Baptista et Haddad.
Célio Fernando Baptista Haddad est un herpétologiste brésilien, né en 1959.
Diplômé de l'Universidade Estadual Paulista Júlio de Mesquita Filho, Il y travaille depuis.

## Taxons nommés en son honneur
- Haddadus Hedges, Duellman & Heinicke, 2008
- Dendropsophus haddadi (Bastos and Pombal, 1996)

## Quelques taxons décrits
- Bokermannohyla
- Bokermannohyla itapoty
- Bokermannohyla luctuosa
- Bokermannohyla oxente
- Brachycephalus brunneus
- Brachycephalus ferruginus
- Brachycephalus izecksohni
- Brachycephalus pitanga
- Brachycephalus pombali
- Bromeliohyla
- Charadrahyla
- Cruziohyla
- Cycloramphus juimirim
- Ecnomiohyla
- Feihyla palpebralis
- Hylodes amnicola
- Hylodes heyeri
- Hylodes sazimai
- Hylodes uai
- Hypsiboas caipora
- Hypsiboas curupi
- Ischnocnema sambaqui
- Isthmohyla
- Itapotihyla langsdorffii
- Litoria michaeltyleri
- Megaelosia bocainensis
- Megastomatohyla
- Myersiohyla
- Paratelmatobius cardosoi
- Paratelmatobius mantiqueira
- Phyllomedusa tetraploidea
- Scinax canastrensis
- Scinax faivovichi
- Scinax hiemalis
- Scinax peixotoi
- Scinax perereca
- Sphaenorhynchus caramaschii
- Tlalocohyla
- Trachycephalus lepidus

## Référence biographique et bibliographie
- (pt) CV pro

Haddad est l’abréviation habituelle de Célio Fernando Baptista Haddad en zoologie.

Consulter la liste des abréviations d'auteur en zoologie ou la liste des taxons zoologiques assignés à cet auteur par ZooBank